# Saint-Maurice-le-Girard
Saint-Maurice-le-Girard és un municipi francès situat al departament de Vendée i a la regió de País del Loira. L'any 2007 tenia 578 habitants.

## Demografia

### Població
El 2007 la població de fet de Saint-Maurice-le-Girard era de 578 persones. Hi havia 204 famílies de les quals 48 eren unipersonals (36 homes vivint sols i 12 dones vivint soles), 64 parelles sense fills, 88 parelles amb fills i 4 famílies monoparentals amb fills.
La població ha evolucionat segons el següent gràfic:
Habitants censats

### Habitatges
El 2007 hi havia 246 habitatges, 210 eren l'habitatge principal de la família, 26 eren segones residències i 10 estaven desocupats. 234 eren cases i 10 eren apartaments. Dels 210 habitatges principals, 168 estaven ocupats pels seus propietaris, 40 estaven llogats i ocupats pels llogaters i 2 estaven cedits a títol gratuït; 7 tenien dues cambres, 22 en tenien tres, 40 en tenien quatre i 141 en tenien cinc o més. 179 habitatges disposaven pel capbaix d'una plaça de pàrquing. A 95 habitatges hi havia un automòbil i a 103 n'hi havia dos o més.

### Piràmide de població
La piràmide de població per edats i sexe el 2009 era:
| Homes | Edats   | Dones |
| ----- | ------- | ----- |
| 0     | 95 o +  | 0     |
| 8     | 90 a 94 | 0     |
| 12    | 85 a 89 | 12    |
| 0     | 80 a 84 | 8     |
| 12    | 75 a 79 | 20    |
| 8     | 70 a 74 | 12    |
| 12    | 65 a 69 | 12    |
| 12    | 60 a 64 | 16    |
| 12    | 55 a 59 | 12    |
| 0     | 50 a 54 | 4     |
| 16    | 45 a 49 | 8     |
| 20    | 40 a 44 | 12    |
| 28    | 35 a 39 | 24    |
| 20    | 30 a 34 | 28    |
| 8     | 25 a 29 | 8     |
| 16    | 20 a 24 | 4     |
| 24    | 15 a 19 | 32    |
| 8     | 10 a 14 | 28    |
| 8     | 5 a 9   | 28    |
| 8     | 0 a 4   | 20    |

## Economia
El 2007 la població en edat de treballar era de 348 persones, 265 eren actives i 83 eren inactives. De les 265 persones actives 251 estaven ocupades (142 homes i 109 dones) i 14 estaven aturades (6 homes i 8 dones). De les 83 persones inactives 31 estaven jubilades, 33 estaven estudiant i 19 estaven classificades com a «altres inactius».

### Ingressos
El 2009 a Saint-Maurice-le-Girard hi havia 240 unitats fiscals que integraven 615 persones, la mediana anual d'ingressos fiscals per persona era de 14.592 €.

### Activitats econòmiques
Dels 11 establiments que hi havia el 2007, 5 eren d'empreses de construcció, 1 d'una empresa de comerç i reparació d'automòbils, 2 d'empreses immobiliàries, 1 d'una empresa de serveis i 2 d'empreses classificades com a «altres activitats de serveis».
Dels 7 establiments de servei als particulars que hi havia el 2009, 2 eren guixaires pintors, 2 lampisteries, 1 perruqueria, 1 agència immobiliària i 1 saló de bellesa.
L'únic establiment comercial que hi havia el 2009 era una botiga de material esportiu.
L'any 2000 a Saint-Maurice-le-Girard hi havia 22 explotacions agrícoles que ocupaven un total de 882 hectàrees.

## Equipaments sanitaris i escolars
El 2009 hi havia una escola elemental.

## Poblacions més properes
El següent diagrama mostra les poblacions més properes.